# Heribert Jone
Heribert Jone OFM Cap (30 januari 1885 in Schelklingen, Württemberg - 25 december 1967 in Stühlingen,  Baden) was een  rooms-katholiek (kapucijner) priester,  moraaltheoloog en kenner van het canoniek recht.
Zijn twee belangrijkste werken, een commentaar op de Codex Iuris Canonici (CIC) uit 1917 en zijn handboek over katholieke moraaltheologie, werden veel gebruikt. Zijn moraaltheologische handboek, vaak kortweg "de Jone" genoemd (eerste editie 1930, verscheen in 18 edities tot 1961, laatste herdruk in 1964; vertalingen in het Frans, Nederlands, Italiaans, Engels, Portugees, Arabisch) werd een standaardwerk voor opleiding en bijscholing van geestelijken en theologen tot aan het Tweede Vaticaans Concilie, en soms zelfs daarbuiten. Het heeft een langdurige invloed gehad op de leer van seksuele moraal in de katholieke kerk, vooral in het Duitstalige gebied, maar ook in Nederland. Het boek heeft een sterke oriëntering op de seksualiteit van de mens, waarbij alle aandacht en activiteit die geen verband houdt met de voortplanting binnen het huwelijk, als zonde of doodzonde wordt aangemerkt. Na de jaren zestig nam de greep van de katholieke kerk op de seksuele moraal snel af. In Graham Greenes roman Monsignore Quixote (1982) wordt "de Jone" genoemd als de "belichaming van morele autoriteit". In Nederland leven de denkbeelden van Jone voort in het werk en de opvattingen van kardinaal Wim Eijk.

## Leven
Hij werd geboren als Joseph Jone, de zoon van een stadspenningmeester en een kleine boer (pachter). Hij trad in 1904 toe tot de kapucijnenorde en kreeg de naam Heribertus von Schelklingen. Hij voltooide zijn studie filosofie en theologie in de orde en werd in 1910 in Keulen tot priester gewijd. Een jaar later begon hij canoniek recht te studeren aan de Pauselijke Gregoriaanse Universiteit in Rome, maar onderbrak deze om van 1913 tot 1919 als missionaris op de Carolinen te werken. Na zijn terugkeer vervolgde hij zijn studie en promoveerde in 1922 in het kerkelijk recht (Dr. iur. Can.) Van 1924 tot 1948 doceerde hij moraal en canoniek recht aan de theologische hogeschool van de kapucijnen in Münster. Vanaf 1925 werkte hij ook als synoderechter bij de huwelijksrechtbank van het bisdom Münster.

## Werken
- Katholische Moraltheologie, unter besonderer Berücksichtigung des Codex Iuris Canonici sowie des deutschen, österreichischen und schweizerischen Rechtes. Schöningh, Paderborn 1930 (16e druk 1953), in Nederlandse bewerking door Hubertus van Groessen OFM Cap, Katholieke Moraaltheologie: Voor België en Nederland bewerkt naar de elfde Duitsche uitgave, Romen & Zonen, 1953.

- Katholische Moraltheologie auf das Leben angewandt, unter kurzer Andeutung ihrer Grundlagen und unter Berücksichtigung des CIC sowie des deutschen, österreichischen und schweizerischen Rechtes. Schöningh, Paderborn 1961 18e druk 1964).

- Gesetzbuch des kanonischen Rechtes. Erklärung der Kanones. 3 delen Schöningh, Paderborn 1939–1940 (deel 1, Normenrecht und Personenrecht: 1939; deel 2, Sachenrecht: 1940; deel 3, Prozess- und Strafrecht: 1940).

- Commentarium in Codicem Iuris Canonici. 3 delen. Schöningh, Paderborn 1950–1955 (deel 1: 1950; deel 2: 1954; deel 3: 1955).